# 피터 컬런
피터 컬런(Peter Cullen, 1941년 7월 28일 ~ )은 캐나다 출신 미국의 성우이다. 트랜스포머 실사영화 시리즈의 옵티머스 프라임 성우로 잘 알려져 있으며 원작에서부터 옵티머스 프라임 목소리를 맡아왔다.
이웃 사촌으로는 트랜스포머 시리즈 원작 메가트론 성우로 알려져 있는 프랭크 웰커이다. 2010년 트랜스포머 명예의 전당에 입성하였으며 2014년 9월 30일 할리우드 명예의 거리에서 핸드프린팅을 하였다.
아들로 스턴트 배우인 클레이 컬런이 있다.

## 목소리 출연작

### 애니메이션
- 트랜스포머 제너레이션1 (원작) 시즌1 ~ 시즌4 1984 ~ 1987 - 옵티머스 프라임, 아이언하이드
- 트랜스포머 프라임 - 옵티머스 프라임
- 트랜스포머: 레스큐 봇 - 옵티머스 프라임
- 트랜스포머 로봇 인 디스가이즈 - 옵티머스 프라임

### 영화
- 트랜스포머 - 옵티머스 프라임
- 트랜스포머2: 패자의 역습 - 옵티머스 프라임
- 트랜스포머3: 달의 어둠 - 옵티머스 프라임
- 트랜스포머: 사라진 시대 - 옵티머스 프라임
- 트랜스포머: 최후의 기사 - 옵티머스 프라임
- 트랜스포머: 비스트의 서막 - 옵티머스 프라임
- 범블비 - 옵티머스 프라임

### 비디오 게임
- 트랜스포머2: 폴른의 복수 비디오 게임 - 옵티머스 프라임
- 트랜스포머: 워 포 사이버트론 - 옵티머스 프라임
- 트랜스포머3: 달의 어둠 비디오 게임 - 옵티머스 프라임
- 트랜스포머: 폴 오브 사이버트론 - 옵티머스 프라임
- 트랜스포머: 라이즈 오브 더 다크 스파크 - 옵티머스 프라임(영화, 얼라인드)[2]

## 그 외
2014년 9월 24일 마이클 베이 감독이 "트랜스포머 실사영화 프랜차이즈에 돌아와 줬으면 한다."라는 말을 남겼다. 베이가 없으면 쓸쓸할 것이라고 하였고, 자신에 아들인 스턴트 드라이버 클레이 컬런이 같이 일하고 있기 때문이라고 한다.
2018년 12월 10일 범블비 영화 공식 영화 인스타그램
은 피터 쿨렌이 은퇴하다는 잘못된 글을 올렸다. 세계 최대의 트랜스포머 포럼 tfw2005에서는 은퇴 소식이 없었다.